# 大鴻臚
大鴻臚（だいこうろ）は、かつて中国にあった官職である。

## 秦・前漢
九卿の1つ。秦代の中央官で、帰順した周辺諸民族（「蛮夷」）を管轄した典客を起源とする。また、丞を置いた。前漢でも引き続き置かれ、景帝の時に大行令と改称され、武帝の太初元年（紀元前104年）に大鴻臚と改称された。属官には以下のものがある。
- 行人令 - 行人丞：太初元年に大行令に改称
- 訳官令 - 訳官丞
- 別火令 - 別火丞：太初元年に設置
- 郡邸長 - 郡邸長：設置当初は少府、次いで中尉に係属していた。

## 後漢
後漢でも引き続き設置され、諸侯と帰順した周辺諸民族を管轄した。定員は1人、秩禄は中二千石。郊廟における儀礼の実施を主宰し、諸王が入朝した際には、その儀礼も取り仕切った。また、皇子・諸侯・諸侯の嗣子・周辺諸民族で冊封された者は、台下で大鴻臚がこれを召して印綬を授けた。丞1人を置き、秩禄は比千石。属官には、大行令1人（秩禄六百石）、大行丞1人、礼郎47人があった。